# Lajos Egri
Lajos Egri (Eger, 4 giugno 1888 – Los Angeles, 7 febbraio 1967) è stato un drammaturgo e scrittore ungherese naturalizzato statunitense.
Ha scritto L'arte della scrittura drammaturgica, considerato uno dei migliori testi sulla scrittura per cinema e teatro.

## Biografia
Ungherese di nascita, si trasferì negli Stati Uniti nel 1906. Oltre che scrittore e regista teatrale è stato un grande insegnante fondando la "Egre School of Writing"  negli anni trenta a New York, e analizzando in anticipo sui successivi manuali tecnici basati sulla narratologia, le sceneggiature e i copioni teatrali come materiali vivi e non legati a strutture aride. Il suo saggio principale, The art of dramatic writing, pur se pubblicato nel 1942, è ancora oggi un classico nelle cattedre di "scrittura creativa" di diverse università americane ed è apprezzato da registi quali Jane Campion, Martin Scorsese o Woody Allen (che ne ha frequentato un corso).
Nel 1965, a quasi venti anni di distanza dal primo, e dopo essersi trasferito a Los Angeles, ha ulteriormente approfondito la materia con un secondo volume, The art of creative writing. Gli altri saggi scritti nel frattempo sono considerati più occasionali e non ristampati.
Tra le opere teatrali o i film che cita più spesso nei due libri ci sono: Casa di bambola, Spregiudicati, Re Lear, Macbeth, Romeo e Giulietta e Otello, Il lutto si addice ad Elettra, Edipo re, La foresta pietrificata (e in genere il lavoro di Robert E. Sherwood), The Silver Cord (scritto da Sidney Howard e diretto da John Cromwell), Il Tartuffo (e più in generale Molière) e La via del tabacco (oltre al romanzo di Erskine Caldwell). Sono inoltre letture di riferimento le opere di Willa Cather (soprattutto My Antonia), Joseph Conrad (almeno Nostromo e Il negro del "Narciso"), William Faulkner (Palme selvagge e Non si fruga nella polvere), John Galsworthy (soprattutto La saga dei Forsyte), Clifford Odets, George Bernard Shaw e Lillian Hellman.

## Opere principali

### Teatro
- Atti unici ungheresi:
  - Satan is Dead
  - Spiders
  - Between Two Gods
  - There Will Be No Performance
  - Devils
- Rapid Transit (1927)
- Believe Me or Not (1933)
- Tornado (1938)
- This is Love (1945)
- The Cactus Club (1957)

### Saggi
- The Art of Dramatic Writing. Its Basis in the Creative Interpretation of Human Motives (1942), trad. it. L'arte della scrittura drammaturgica, Dino Audino Editore, Roma 2003.
- How to Write a Play: The Principles of Play Construction Applied to Creative Writing and to the Understanding of Human Motives (1942)
- Your Key to Successful Writing: A handbook for the layman who wants to write, and for the writer who wants to understand the layman (1952)
- The Art of Creative Writing (1965), trad. it. L'arte del personaggio, Dino Audino Editore, Roma 2009.